# 卡莉·拉夫特
卡莉·拉夫特（英語：Kaleigh Rafter，1986年8月18日—）是一名出生於加拿大安大略省的壘球選手，司職捕手，目前效力於國家職業快速壘球聯盟加拿大狂野。她曾隨隊參加2020年夏季奧林匹克運動會壘球比賽，結果獲得銅牌。

## 外部連結
- 卡莉·拉夫特的X（前Twitter）
- 卡莉·拉夫特的Instagram帳戶